# Liste der Kulturdenkmale in Eschdorf (Dresden)
Die Liste der Kulturdenkmale in Eschdorf umfasst sämtliche Kulturdenkmale der Dresdner Gemarkung Eschdorf. Die Anmerkungen sind zu beachten.
Diese Liste ist eine Teilliste der Liste der Kulturdenkmale in Dresden. 

Diese Liste ist eine Teilliste der Liste der Kulturdenkmale in Sachsen.

## Legende
- Bild: Bild des Kulturdenkmals, ggf. zusätzlich mit einem Link zu weiteren Fotos des Kulturdenkmals im Medienarchiv Wikimedia Commons. Wenn man auf das Kamerasymbol klickt, können Fotos zu Kulturdenkmalen aus dieser Liste hochgeladen werden:
- Bezeichnung: Denkmalgeschützte Objekte und ggf. Bauwerksname des Kulturdenkmals
- Lage: Straßenname und Hausnummer oder Flurstücknummer des Kulturdenkmals. Die Grundsortierung der Liste erfolgt nach dieser Adresse. Der Link (Karte) führt zu verschiedenen Kartendiensten mit der Position des Kulturdenkmals. Fehlt dieser Link, wurden die Koordinaten noch nicht eingetragen. Sind diese bekannt, können sie über ein Tool mit einer Kartenansicht einfach nachgetragen werden. In dieser Kartenansicht sind Kulturdenkmale ohne Koordinaten mit einem roten bzw. orangen Marker dargestellt und können durch Verschieben auf die richtige Position in der Karte mit Koordinaten versehen werden. Kulturdenkmale ohne Bild sind an einem blauen bzw. roten Marker erkennbar.
- Datierung: Baubeginn, Fertigstellung, Datum der Erstnennung oder grobe zeitliche Einordnung entsprechend des Eintrags in der sächsischen Denkmaldatenbank
- Beschreibung: Kurzcharakteristik des Kulturdenkmals entsprechend des Eintrags in der sächsischen Denkmaldatenbank, ggf. ergänzt durch die dort nur selten veröffentlichten Erfassungstexte oder zusätzliche Informationen
- ID: Vom Landesamt für Denkmalpflege Sachsen vergebene, das Kulturdenkmal eindeutig identifizierende Objekt-Nummer. Der Link führt zum PDF-Denkmaldokument des Landesamtes für Denkmalpflege Sachsen. Bei ehemaligen Kulturdenkmalen können die Objektnummern unbekannt sein und deshalb fehlen bzw. die Links von aus der Datenbank entfernten Objektnummern ins Leere führen. Ein ggf. vorhandenes Icon  führt zu den Angaben des Kulturdenkmals bei Wikidata.

## Liste der Kulturdenkmale in Eschdorf
| Bild                                    | Bezeichnung | Lage                                | Datierung                                                                                                | Beschreibung | ID       |
| --------------------------------------- | --- | ----------------------------------- | --- | --- | -------- |
|                                         | Wohnstallhaus (Fachwerk im Obergeschoss) und Scheune                                                                        | Eschdorfer Bergstraße 17 (Karte)    | 1. Hälfte 19. Jh. (Wohnstallhaus)                                                                        | Wohnstallhaus und Scheune; charakteristisches ländliches Anwesen seiner Zeit, typisch das einfache, aber zugleich kräftige Fachwerk im Obergeschoss des Wohnstallhauses, die Scheune verbrettert, baugeschichtlich von Bedeutung. | 09283608 |
|                                         | Wohnstallhaus (Fachwerk im Obergeschoss)                                                                                    | Eschdorfer Bergstraße 18 (Karte)    | 1. Hälfte 19. Jh. (Wohnstallhaus)                                                                        | Wohnstallhaus; charakteristischer ländlicher Bau seiner Zeit, typisch das einfache, aber zugleich kräftige Fachwerk im Obergeschoss, baugeschichtlich von Bedeutung. | 09283607 |
|                                         | Scheune (Fachwerk, z. T. verbrettert) eines Bauernhofes                                                                     | Eschdorfer Bergstraße 34 (Karte)    | Mitte 19. Jh. (Scheune)                                                                                  | Scheune eines Bauernhofes; Fachwerk, z. T. verbrettert, charakteristischer ländlicher Bau seiner Zeit, trotz seiner Nutzung repräsentativ, baugeschichtlich von Bedeutung. | 09283606 |
|                                         | Wohnstallhaus und Scheune (bestehend aus zwei Gebäuden im rechten Winkel, Fachwerk), rückseitig der Scheune hölzerner Anbau | Eschdorfer Bergstraße 35 (Karte)    | 1. Hälfte 19. Jh. (Wohnstallhaus)                                                                        | Wohnstallhaus und Scheune mit Anbau im rechten Winkel; vor der Hofseite der Scheune hölzerner Verschlag, markantes ländliches Fachwerkensemble, wohl um 1800, auffällig auch die Segmentbögen am Hauptbau, Anwesen baugeschichtlich bedeutend. | 09283605 |
|                                         | Wohnstallhaus (mit Fachwerk im Obergeschoss), ursprünglich Bauernhof mit Nr. 39                                             | Eschdorfer Bergstraße 37 (Karte)    | bez. 1822 (Wohnstallhaus)                                                                                | Wohnstallhaus; charakteristischer ländlicher Bau seiner Zeit, typisch das einfache, aber zugleich kräftige Fachwerk im Obergeschoss, baugeschichtlich von Bedeutung. | 09283599 |
|                                         | Wohnstallhaus (Fachwerk im Obergeschoss) und Scheune, ursprünglich Bauernhof mit Nr. 37                                     | Eschdorfer Bergstraße 39 (Karte)    | bez. 1822 (Wohnstallhaus)                                                                                | Wohnstallhaus und Scheune; ersteres mit Fachwerk im Obergeschoss, charakteristische ländliche Bauten ihrer Zeit, baugeschichtlich bedeutend. | 09283600 |
| Weitere Bilder                          | Sachgesamtheit Freigut Eschdorf; Quandtsches Gut; Quandtscher Park                                                          | Freigut Eschdorf 2 (Karte)          | 1685 (Rittergut), ab 1832 (Gutspark)                                                                     | Sachgesamtheit Freigut Eschdorf bestehend aus Herrenhaus, so genanntem Pächterhaus, Brauereigebäude, alle Gebäude über hufeisenförmigem Grundriss, frei stehendem Stallgebäude (Einzeldenkmale, siehe ID-Nr. 09283592), Gutshof, Fassade des einstigen Pferdestalls (zwischen Pächterhaus und Brauereigebäude), steinerner Pferdetränke und Brunnen (alles Sachgesamtheitsteile) sowie romantischer Parkanlage einschl. Wegeführung und Brücke (Gartendenkmal); das mittlere Pächterhaus als äußerlich repräsentativster Bau des Hofes mit neugotisch verziertem Treppenturm oder Wendelstein, rechter vorderer Trakt des Brauereigebäudes mit Fachwerk im Obergeschoss, in dessen Mitte ein auffälliges Rundbogenportal, frei stehendes Stallgebäude aus Bruchstein bzw. Zyklopenmauerwerk, bedeutsamstes Anwesen des Ortes Eschdorf, als einstige Wohnstätte des bedeutenden Kunstmäzens Johann Gottlob von Quandt (1787–1859) auch personengeschichtlich bedeutend, zudem ein wichtiges Zeugnis ländlicher Architektur des 18. und 19. Jahrhunderts. | 09302035 |
| Weitere Bilder                          | Einzeldenkmale der Sachgesamtheit Freigut Eschdorf; Quandtsches Gut; Quandtscher Park                                       | Freigut Eschdorf 2 (Karte)          | um 1770 (1767) (Herrenhaus), bezeichnet 1837 (Rinderstall), 1844 (Wendelstein)                           | Herrenhaus, so genanntes Pächterhaus, Brauereigebäude, alle Gebäude über hufeisenförmigem Grundriss, dazu frei stehendes Stallgebäude – das mittlere Pächterhaus als äußerlich repräsentativster Bau des Hofes mit neugotisch verziertem Treppenturm oder Wendelstein, rechter vorderer Trakt des Brauereigebäudes mit Fachwerk im Obergeschoss, in dessen Mitte ein auffälliges Rundbogenportal, frei stehendes Stallgebäude aus Bruchstein bzw. Zyklopenmauerwerk, bedeutsamstes Anwesen des Ortes Eschdorf, als einstige Wohnstätte des berühmten Kunstmäzens Johann Gottlob von Quandt auch personengeschichtlich bedeutend, zudem ein wichtiges Zeugnis ländlicher Architektur des 18. und 19. Jahrhunderts (siehe auch Sachgesamtheit ID-Nr. 09302035). | 09283592 |
|                                         | Denkmal für die im Ersten Weltkrieg Gefallenen                                                                              | Kirchberg (Karte)                   | nach 1918 (Kriegerdenkmal)                                                                               | Steinsarkophag mit Reichsadler und Kupferplatte, Beet, steinerne Wegeinfahrt und kleiner Treppenaufgang, flankiert von je einer Eiche, ortsgeschichtlich von Bedeutung | 09283597 |
| Weitere Bilder                          | Barbarakirche | Kirchberg 3 (Karte)                 | Wetterfahne bezeichnet 1886 (Kirche), 1886 (Altar), 1886 (Kanzel), bezeichnet 1591 (Taufe), 1838 (Orgel) | Kirche mit Kirchhof, Kirchhofmauer und Sakramentshaus; Kirchenausstattung mit Sandsteintaufe, bezeichnet 1591, dazu Kirchhof einschließlich zwei Grabmälern, Einfriedung, Stützmauer und Zugängen; Kirche von Christian Friedrich Arnold, Chor vom Vorgängerbau (16. Jh.); Friedhof, Friedhofsmauer und Sakramentshaus, Beispiel der sächsischen Kirchenbaukunst vor allem des späten 19. Jahrhunderts, Chor, Sakristei unter dem Turm und Teile der Kirchenausstattung älter, historische Orgel (1838) von Christian Gottfried Herbrig und Sohn damals in Altstadt/Langenwolmsdorf; Dekor nach Semper; Kirche weithin im Ort zu sehen, baugeschichtlich, ortsgeschichtlich, künstlerisch und städtebaulich bedeutend. | 09283595 |
| Weitere Bilder                          | Pfarrhaus (Obergeschoss verbrettert), zwei Scheunen, Seitengebäude mit Durchfahrt und Blockhaus vom Triebenberg             | Kirchberg 3 (Karte)                 | bezeichnet 1832 und eher (Pfarrhaus), um 1970 (Blockhaus)                                                | Pfarrhaus, zwei Scheunen, Seitengebäude mit Durchfahrt; dazu Blockhaus vom Triebenberg und hölzerne Handschwengelpumpe, markanter Pfarrhof mit dominierenden Fachwerkobergeschossen, Pfarrhaus und südliche Scheune verbrettert, geschlossene charakteristische Anlage ihrer Zeit, bildet mit Kirche, Kirchhof und Schule sowie dem unmittelbar benachbarten »Sempergut« das berkenswerteste Ensemble von Eschdorf, baugeschichtlich und ortsentwicklungsgeschichtlich bedeutend. | 09283596 |
|                                         | Alte Schule | Kirchberg 4 (Karte)                 | Ende 19. Jh. (Schule)                                                                                    | Schulgebäude ohne hinteren Anbau; vereinfachter historistischer Bau aus dem späten 19. Jahrhundert, bildet aber mit Kirche, Kirchhof und Pfarrhof sowie dem unmittelbar benachbarten »Sempergut« das berkenswerteste Ensemble von Eschdorf, ortsgeschichtlich und städtebaulich bedeutend. | 09283594 |
| Direkt Bild zu diesem Denkmal hochladen | Handschwengelpumpe | Pirnaer Straße (Karte)              | 19. Jh. (Handschwengelpumpe)                                                                             | Handschwengelpumpe; eine der wenigen noch erhaltenen älteren, hölzernen Pumpen, kulturgeschichtlich von Bedeutung. | 09283609 |
|                                         | Steinkreuz | Pirnaer Straße (Karte)              | 14./15. Jh. (Mord- und Sühnekreuz)                                                                       | Steinkreuz; anlässlich des Todes eines Menschen durch Totschlag oder Unfall errichtetes kreuzförmiges Erinnerungsmal, so genanntes Mord- und Sühnekreuz, ortsgeschichtlich bedeutsam, besonderer Wert auch wegen des hohen Alters. | 09283579 |
|                                         | Wohnstallhaus mit Remisenanbau                                                                                              | Pirnaer Straße 2 (Karte)            | 1. Hälfte 19. Jh. (Wohnstallhaus)                                                                        | markanter Fachwerkbau, weitestgehend ursprünglich erhaltenes Zeugnis ländlicher Architektur und Volksbauweise vor 1850, bau- und ortsgeschichtlich bedeutend | 09283604 |
| Direkt Bild zu diesem Denkmal hochladen | Scheune | Pirnaer Straße 27 (Karte)           | 19. Jh. (Scheune)                                                                                        | Scheune; weitgehend authentisch erhalten, durchgehend verbrettert, charakteristischer ländlicher Bau seiner Zeit, baugeschichtlich bedeutend. | 09283610 |
|                                         | Wohnhaus mit Nebengebäude (beide Gebäude mit Fachwerk im Obergeschoss) und Schuppen                                         | Pirnaer Straße 52 (Karte)           | Anfang 19. Jh. (Wohnhaus)                                                                                | Wohnhaus mit Nebengebäude und Schuppen; ehemalige Dorfschmiede, beide Gebäude mit Fachwerk im Obergeschoss, charakteristisches ländliches Anwesen seiner Zeit, auch wichtig für das Ortsbild, baugeschichtlich und ortsgeschichtlich bedeutend. | 09283601 |
| Weitere Bilder                          | Obermühle; Bienertmühle | Pirnaer Straße 55 (Karte)           | 2. Viertel 19. Jh. (Getreidemühle)                                                                       | Mühlenkomplex mit Wohnhaus, Speicher und Anbau zur Straße sowie rückwärtigem Trakt einschl. Technik; Geburtsstätte von Gottlieb Traugott Bienert (geb. 1813), markante Anlage einer älteren Wassermühle, auffällig das Wohnhaus mit Krüppelwalmdach und Serlio-Motiv im Giebel, baugeschichtlich, ortsgeschichtlich, personengeschichtlich und technikgeschichtlich bedeutend. | 09283593 |
| Direkt Bild zu diesem Denkmal hochladen | Wohnstallhaus (Obergeschoss Fachwerk)                                                                                       | Pirnaer Straße 57 (Karte)           | 1. Hälfte 19. Jh. (Wohnstallhaus)                                                                        | Wohnstallhaus; trotz der angegriffenen Bausubstanz, nach wie vor beeindruckender Fachwerkbau seiner Zeit, baugeschichtlich und ortsgeschichtlich bedeutend. | 09283591 |
| Weitere Bilder                          | Gasthof Eschdorf | Pirnaer Straße 59 (Karte)           | 1832 (Auskunft)                                                                                          | Saalanbau des Gasthofes Eschdorf; früher zum Quandtschen Gut gehörig, als Teil eines traditionellen, historischen Lokals ortsgeschichtlich bedeutend. | 09283589 |
|                                         | Seitengebäude (Obergeschoss Fachwerk, rückwärtig verbrettert) eines Dreiseithofes                                           | Pirnaer Straße 70 (Karte)           | 1. Hälfte 19. Jh. (Seitengebäude)                                                                        | Seitengebäude eines Dreiseithofes; rückwärtig und am vorderen Giebel verbrettert, charakteristischer ländlicher Bau seiner Zeit, typisch das einfache, aber zugleich kräftige Fachwerk im Obergeschoss, baugeschichtlich von Bedeutung. | 09283588 |
|                                         | Ehemaliges Wohnstallhaus (Obergeschoss Fachwerk)                                                                            | Pirnaer Straße 71 (Karte)           | bez. 1860 (Wohnstallhaus)                                                                                | Gebäude eines ehemaligen Bauernhofes; wohl Auszugshaus oder Seitengebäude, charakteristischer ländlicher Bau seiner Zeit, typisch das einfache, aber zugleich kräftige Fachwerk im Obergeschoss, auffällige und in Eschdorf seltene kleine Inschrifttafel, baugeschichtlich von Bedeutung. | 09283587 |
| Weitere Bilder                          | Dreiseithof mit Wohnstallhaus, Scheune, Seitengebäude (Obergeschoss Fachwerk)                                               | Pirnaer Straße 74; 74a; 74b (Karte) | bezeichnet 1877 (Wohnstallhaus), bezeichnet 1796 (Scheune)                                               | Wohnstallhaus, Scheune, Seitengebäude, Hofmauer und Hofeinfahrt, dazu die hölzerne Handschwengelpumpe eines Dreiseithof; Obergeschoss des Seitengebäudes mit Fachwerk, markantes ländliches Anwesen, baugeschichtlich und ortsgeschichtlich bedeutend, zu dem von Belang für das Ortsbild. | 09283586 |
|                                         | Niedere Mühle (ehem.) | Pirnaer Straße 76 (Karte)           | 1681 Dendro (Mühle), bezeichnet 1817 (Kammrad)                                                           | Mühlengebäude; mit Fachwerk im Obergeschoss und Schleppdach, eines der ältesten Gebäude von Eschdorf, baugeschichtlich und ortsgeschichtlich bedeutend. Mühlengetriebe mit Kammrad; erhaltener Teil der Niederen Mühle, mit Bezeichnung 1817, technikgeschichtlich von Belang. | 09283585 |
|                                         | Bauernhof mit Wohnstallhaus und Scheune                                                                                     | Pirnaer Straße 77 (Karte)           | bez. 1846 (Wohnstallhaus)                                                                                | Wohnstallhaus und Scheune eines Bauernhofs; ersteres trotz vereinfachter Fassade bemerkenswerter steinerner ländlicher Bau aus der Mitte des 19. Jahrhunderts, Scheune bildet Einheit mit diesem, baugeschichtlich bedeutend. | 09283584 |
|                                         | Bauernhof mit Wohnstallhaus, Scheune, Holzschuppen und Hofeinfahrt                                                          | Pirnaer Straße 89 (Karte)           | nach 1850 (Bauernhof)                                                                                    | Wohnstallhaus, Scheune, Holzschauer und Hofeinfahrt mit zwei Torpfeilern eines Bauernhofes, Teile einer typischen Hofanlage aus dem 19. Jahrhundert, auch wichtig für das Ortsbild, baugeschichtlich bedeutend. | 09283581 |
|                                         | Wohnstallhaus (Obergeschoss Fachwerk, rückseitig verputzt) eines ehemaligen Dreiseithofes                                   | Pirnaer Straße 95 (Karte)           | 2. Hälfte 19. Jh. (Wohnstallhaus)                                                                        | Wohnstallhaus und Torpfeiler eines ehemaligen Dreiseithofes; Obergeschoss Fachwerk, rückseitig verputzt, charakteristischer ländlicher Bau seiner Zeit, typisch das einfache, aber zugleich kräftige Fachwerk im Obergeschoss, baugeschichtlich von Bedeutung. | 09283580 |
| Direkt Bild zu diesem Denkmal hochladen | Dreiseithof mit Wohnstallhaus und Scheune                                                                                   | Spiegelweg 5 (Karte)                | 1. Hälfte 19. Jh., Teilabbruch Seitengebäude und Hand (Wohnstallhaus)                                    | Wohnstallhaus (Obergeschoss Fachwerk) und Scheune eines Dreiseithofes; ersteres mit Fachwerk im Obergeschoss, Teile einer charakteristische ländlichen Hofanlage ihrer Zeit, baugeschichtlich bedeutend. | 09283590 |